# 新泉镇 (连城县)
新泉镇位于福建省龙岩市连城县的南部，与长汀、上杭两县毗邻，是重要的交通要道。319国道与205国道在此交汇，龙长高速公路与永武高速公路在境内设立立体互通出口，赣龙铁路经过全镇并在乐联村设站。
新泉镇以其美食和温泉出名，曾获得两岸客家美食大赛两项特金奖。

## 行政区划
新泉镇下辖良福、良盟、清安、畲部、联溪、儒陂、儒畲、莲华、乐联、乐江、良坑、官庄、新泉、西村、北村、杨梅滩、林国、新罗18个村委会。镇政府位于新泉。